# Konrad Plauštajner
Konrad Plauštajner, slovenski odvetnik in pedagog, * 1941, Celje, † 2022
Plauštajner je bil docent na Pravni fakulteti v Mariboru, ustanovitelj Odvetniške pisarne Plauštajner in arbiter Stalne arbitraže pri GZS v Ljubljani in pri International Centre for Settelment the Investment Disputes v Washingtonu ter docent na Mednarodni poslovni šoli (IBS) v Ljubljani.